# HSG FrankfurtRheinMain
Die HSG Handball FrankfurtRheinMain war eine Handballspielgemeinschaft, die von 2009 bis 2011 in der 2. Bundesliga Süd spielte. Bei der HSG handelte es sich um einen Zusammenschluss der Lizenzabteilungen der SG Wallau und der TSG Münster, in Kooperation mit verschiedenen Handballvereinen der Rhein-Main-Region. Das – ausschließlich für den Profi-Bereich – zur Saison 2009/10 neu formierte Team trug seine Heimspiele in der Kreissporthalle des Main-Taunus-Kreises in Kriftel aus. Die wirtschaftliche Verwaltung oblag der Handball FrankfurtRheinMain Spielbetriebs-GmbH.
Ab der Saison 2009/10 lief das gemeinsame Team der beiden Partnervereine unter dem Namen HSG FrankfurtRheinMain mit der Lizenz der TSG Münster auf. 2011 verzichtete die HSG auf einen Lizenzantrag für die neue eingleisige 2. Handball-Bundesliga und die beiden Vereine spielten wieder unter ihren früheren Namen: die SG Wallau viertklassig in der Oberliga Hessen, die TSG Münster in der 3. Liga.

## Handball-Initiative
Gegründet wurde die HSG durch die von der TSG Münster 2008 initiierte Handball-Initiative FrankfurtRheinMain. Ziel der Initiative war und ist es hochklassigen Bundesliga-Handball in der Region und insbesondere der Metropole Frankfurt am Main zu etablieren und entsprechend professionelle Strukturen zu schaffen. Zur Erreichung dieses Ziels setzte die Initiative auf ein Netzwerk aus Partnervereinen, Sponsoren und Persönlichkeiten des öffentlichen Lebens sowie eine konsequente Jugendarbeit. Die Gründung einer Handballspielgemeinschaft aus den langjährigen Lokalrivalen TSG Münster und SG Wallau war vorläufiger Höhepunkt dieses Engagements.

## Partnervereine
- Die SG Wallau kann als Nachfolgeverein der SG Wallau/Massenheim auf eine erfolgreiche Vergangenheit zurückblicken. Noch zu Beginn der 90er Jahre war die SG eine der Spitzenmannschaften im deutschen Handballsport. Das „Ländches-Team“ gewann 1992 zum ersten Mal die Deutsche Meisterschaft und den IHF-Pokal. Ein Jahr später gelang der Doublegewinn, dem zumindest im Pokalwettbewerb die Titelverteidigung folgte. Nach dem finanziell bedingten Lizenzentzug 2005 konnte sich das Team zuletzt wieder in der 2. Bundesliga Süd etablieren und trat schließlich 2009 der Handballinitiative des Lokalrivalen TSG Münster bei.

- Mit der TSG Münster ist ein weiterer Verein mit großer regionaler Tradition Teil und Initiator der HSG FrankfurtRheinMain. Größter Erfolg der Münsterer aus dem Kelkheimer Stadtteil war 2005 der Aufstieg in die 2. Handball-Bundesliga. Durch einen sechsten Tabellenplatz in der Saison 2008/09 erreichte die TSG dort ihre beste Platzierung und unterstrich damit die damaligen Ambitionen des Vereins.

### Kooperationspartner
Darüber hinaus gehören der Handballinitiative FrankfurtRheinMain weitere 44 Handballvereine an, die die Ziele der Initiative unterstützen und fördern sollen. Dies sind im Einzelnen:
| - Rhein-Main Bienen - HSG Nieder-Roden - HSG Seckbach / Eintracht Frankfurt - SG Nied - TV Bergen-Enkheim - FTG Frankfurt - VfL Goldstein - HSG Dietzenbach - HSG Mörlen - TSG Oberrad - HSG Sindlingen/Zeilsheim - TG 04 Sachsenhausen | - TV Groß-Umstadt - TV Petterweil - TV 1844 Idstein - TuS Holzheim - Limburger HV - TSV Steeden - SV 98 Rosbach - SV Bad Camberg - SG Sossenheim - TV Hofheim - Germania Weilbach - TV Flörsheim | - TV Hattersheim - TG 1837 Haunau - SG Taunusstein - TV Bad Schwalbach - TG Eltville - TS Bischofsheim - SG Bruchköbel - SG Dietesheim/Mühlheim - HSG Dreieich - TV Eschhofen - SG Glashütten - TV Gustavsburg | - TuS Wiesbaden-Dotzheim - HSG VfR/Eintracht Wiesbaden - TV Gustavsburg - TV 1888 Königstädten - TV Schaafheim - SV Seulberg - BSC Urberach |